# Dasyatis multispinosa
Dasyatis multispinosa е вид хрущялна риба от семейство Dasyatidae.

## Разпространение
Видът е разпространен в Япония.